# X-Фактор (сезон 3)
X-Фактор (Сезон 3) — украинская версия британского проекта The X Factor — музыкального талант-шоу, основной целью которого является поиск и развитие песенного и артистического таланта конкурсантов. Все конкурсанты выбираются путём публичных прослушиваний и затем проходят несколько отборочных этапов на пути к Финалу. В отборочных турах приняло участие более 40000 тысяч человек.
Кастинги прошли в крупнейших городах Украины: Одессе, Донецке, Харькове, Днепропетровске, Львове, и Киеве. Предкастинги также прошли в Полтаве, Луганске, Запорожье, Симферополе, Николаеве, Ужгороде. Шоу началось 1 сентября 2012 года на канале СТБ.
Спонсором этого сезона стала компания «Lipton» и «Lenovo».
Победитель был определён 5 января 2013 года. Им стала Аида Николайчук.

## Прослушивания
Съёмки кастингов прошли с 14 апреля по 20 мая в городах страны: Донецк (14 апреля), Харьков (22 апреля), Киев (29 апреля), Львов (6 мая), Одесса (13 мая), Днепропетровск (20 мая). Каждому участнику при регистрации выдавался порядковый номер и всего несколько минут на выступление. Принять участие может любой желающий с 14 лет. Согласно правилам, если трое судей говорят «Да», то участник проходит дальше. В этом сезоне изменился состав жюри: Ёлку заменила Ирина Дубцова. Такую замену прокомментировала директор творческого объединения Тала Онищук:

Четыре месяца мы искали человека, который смог бы стать полноценной частью «Х-фактора», который бы полюбил это шоу так же, как любит его вся команда, который был бы готов вкладывать в него всего себя. Мы попробовали много талантливых, удивительных и харизматичных представительниц музыкальной индустрии. И мне кажется, нашли что искали.
Среди пришедших участников были и оригинальные исполнители и народные таланты.

## Тренировочный лагерь
Всего по итогам отборочных туров было выбрано рекордное число участников — 268 человек. Они поселились на отдельной территории, где им предстояло пройти первую проверку. Всех участников разделили на 4 группы. По правилам 2 из 4 должны были покинуть шоу, но неожиданно, по решению судей 2 и 4 группа также осталась в шоу.
Далее для прослушиваний участников объединили в группы: дуэты, трио, квартеты и т. д. За одни сутки (день-ночь-утро) группам нужно выучить песню, хорошо отрепетировать и подготовиться для выступления. Иногда песни не совсем соответствовали голосу и репертуару участников. На следующее утро начались прослушивания. Судьи прослушивают конкурсантов без зрителей. После исполнения песни судьи выбирают, кто останется и пройдёт в следующий тур. К концу дня в лагере осталось 50 человек. Единственная участница, которая попала в лагерь без отборочных испытаний, Аида Николайчук. Её судьи пригласили ещё на гала-концерте 2 сезона.
В следующем туре участникам предстояло подготовить сольное выступление, под аккомпанемент пианино, выбрав одну из предложенных песен. Для судей было очень трудно выбрать 24 участника, поэтому в дальнейшем для продолжения участия в шоу многим пришлось объединиться в дуэты и трио. Судьи шоу Х-фактор разделили исполнителей на 4 группы по 6 конкурсантов в каждой — девушки от 14 до 25 лет, парни от 14 до 25 лет, музыкальные коллективы и участники старше 25 лет. В полуфинал прошли следующие участники:
Музыкальные коллективы впервые будет продюсировать Ирина Дубцова:
- Трио 3D (Татьяна Пашкова + Светлана Лёгенькая + Александра Прилепская)
- Дуэт Анатолий Бессмертный и Виолетта Козакова
- Дуэт Мартиньш Пурвенс и Юлия Антипенко
- Дуэт «Two voices»
- D-версия (Вячеслав Ефремов + Даниил Клягин + Назар Хассан)
- Дуэт Кристель Дегбо и Егор Лябин

Девушки возрастом от 14 до 25 лет достались Сергею Соседову
- Мелен Пасса
- Юлия Плаксина
- Дарья Изюмова
- Жанна Перегон
- Анастасия Рубцова
- Мария Житникова

Парни от 14 до 25 лет будут находиться под руководством Серёги
- Дмитрий Сысоев
- Илья Ефимов
- Кирилл Астапов
- Олег Шевердяев
- Вадим Разумный
- Алексей Смирнов

Участников старше 25 лет возьмёт Игорь Кондратюк
- Яков Головко
- Евгений Литвинкович
- Екатерина Соколенко
- Анна Хохлова
- Ксения Лиардо
- Аида Николайчук

## Визит к судьям
Последний этап — визит к судьям домой. Каждый участник исполняет песню перед одним из судей и его приглашённым гостем. В этом сезоне Игорь Кондратюк пригласил Томаса Андерса.
Ирина Дубцова позвала старого знакомого Владимира Преснякова
Сергей Соседов попросил помочь Лолиту Милявскую
Серёга оценил выступления с Марией Шерифович

## Прямые эфиры

### Первый раунд (27 октября)
- Тема раунда: Радиохит
- Групповое выступление: «Я то что надо»
- Приглашённый гость: Тото Кутуньо «L’italiano», «Solo Noi», «Serenata»
- Победитель «Х-Фактор Онлайн»: Марина Демонова «Молитва»

|                     | Порядок | Песня              | Оригинал          | Результат |
| ------------------- | ------- | ------------------ | ----------------- | --------- |
| Юлия Плаксина       | 1       | «Ну и что»         | Григорий Лепс     | Спасена   |
| Аида Николайчук     | 2       | «Woman in Love»    | Barbra Streisand  | Спасена   |
| Илья Ефимов         | 3       | «Я куплю тебе дом» | Лесоповал         | Спасён    |
| «3D»                | 4       | «Поцелуи»          | ВИА Гра           | Номинация |
| Евгений Литвинкович | 5       | «Мама»             | Олег Газманов     | Спасён    |
| «D-версия»          | 6       | «Граница»          | Отпетые мошенники | Спасены   |
| Жанна Перегон       | 7       | «Ты здесь»         | Диана Гурцкая     | Спасена   |
| Яков Головко        | 8       | «Unchain My Heart» | Joe Cocker        | Спасён    |
| Мелен Пасса         | 9       | «Strong Enough»    | Cher              | Номинация |
| Алексей Смирнов     | 10      | «Не питай»         | Океан Эльзы       | Спасён    |
| Виолетта и Анатолий | 11      | «Ты на свете есть» | Алла Пугачёва     | Спасены   |
| Дмитрий Сысоев      | 12      | «It’s My Life»     | Bon Jovi          | Спасён    |
| Песня за жизнь      |         |                    |                   |           |
| Мелен Пасса         | 1       | «Снег»             | Николай Носков    | Выбыла    |
| «3D»                | 2       | «Спасибо, жизнь!»  | Ирина Муравьёва   | Прошли    |

### Второй раунд (3 ноября)
- Тема раунда: Рэтрохит
- Групповое выступление: «Седая ночь»
- Приглашённый гость: Олег Кензов «Просто останься»
- Победитель «Х-Фактор Онлайн»: Ренат Бибиков «In the Club»

|                     | Порядок | Песня                    | Оригинал         | Результат |
| ------------------- | ------- | ------------------------ | ---------------- | --------- |
| Дмитрий Сысоев      | 1       | «Девчонка-девчоночка»    | Евгений Белоусов | Номинация |
| Яков Головко        | 2       | «Музыкант»               | Воскресение      | Спасён    |
| Юлия Плаксина       | 3       | «Crazy»                  | Aerosmith        | Спасена   |
| Илья Ефимов         | 4       | «Там за туманами»        | Любэ             | Спасён    |
| Виолетта и Анатолий | 5       | «Un-Break My Heart»      | Toni Braxton     | Номинация |
| Евгений Литвинкович | 6       | «Кукушка»                | Кино             | Спасён    |
| Алексей Смирнов     | 7       | «Always»                 | Bon Jovi         | Спасён    |
| Жанна Перегон       | 8       | «Осень»                  | Лицей            | Спасена   |
| «3D»                | 9       | «Транзитный пассажир»    | Ирина Аллегрова  | Спасены   |
| Аида Николайчук     | 10      | «Viva Forever»           | Spice Girls      | Спасена   |
| «D-версия»          | 11      | «As Long as You Love Me» | Backstreet Boys  | Спасены   |
| Песня за жизнь      |         |                          |                  |           |
| Дмитрий Сысоев      | 1       | «What About Now»         | Daughtry         | Прошёл    |
| Виолетта и Анатолий | 2       | «Whataya Want from Me»   | Adam Lambert     | Выбыли    |

### Третий раунд (10 ноября)
- Тема раунда: Песни из кинофильмов
- Групповое выступление: «Мы к вам заехали на час»
- Приглашённый гость: Дима Монатик «Терроризирует»
- Победитель «Х-Фактор Онлайн»: Юлия Иванова «Mercy On Me»

|                     | Порядок | Песня                     | Оригинал                            | Результат |
| ------------------- | ------- | ------------------------- | ----------------------------------- | --------- |
| Евгений Литвинкович | 1       | «Белеет мой парус»        | Андрей Миронов                      | Спасён    |
| Алексей Смирнов     | 2       | «Проститься»              | Uma2rmaH                            | Спасён    |
| Юлия Плаксина       | 3       | «Once in the Street»      | Нино Катамадзе                      | Спасена   |
| Илья Ефимов         | 4       | «Belle»                   | Нотр-Дам де Пари                    | Номинация |
| Аида Николайчук     | 5       | «Любовь волшебная страна» | Валентина Пономарёва                | Спасена   |
| «D-версия»          | 6       | «Не вешать нос»           | из к/ф «Вперед, Гардемарины!»       | Номинация |
| Дмитрий Сысоев      | 7       | «Wicked Game»             | Chris Isaak                         | Спасён    |
| «3D»                | 8       | «Ищу тебя»                | из к/ф «31 июня»                    | Спасены   |
| Яков Головко        | 9       | «Вечная любовь»           | Шарль Азнавур                       | Спасён    |
| Жанна Перегон       | 10      | «Леди Совершенство»       | из к/ф «Мэри Поппинс, до свидания!» | Спасена   |
| Песня за жизнь      |         |                           |                                     |           |
| Илья Ефимов         | 1       | «Се Ля Ви»                | Валерий Меладзе                     | Выбыл     |
| «D-версия»          | 2       | «Incomplete»              | Backstreet Boys                     | Прошли    |

### Четвёртый раунд (17 ноября)
- Тема раунда: Песня под аккомпанемент живого оркестра
- Групповое выступление: попурри («Fever», «Sway», «Sing, Sing, Sing»)
- Приглашённый гость: Артём Семёнов «Ангел»
- Победитель «Х-Фактор Онлайн»: Кристина Маджа «Stop»

|                     | Порядок | Песня                  | Оригинал                 | Результат |
| ------------------- | ------- | ---------------------- | ------------------------ | --------- |
| Алексей Смирнов     | 1       | «Возьми моё сердце»    | Ария                     | Спасён    |
| Аида Николайчук     | 2       | «Color of the Night»   | Lauren Christy           | Спасена   |
| Яков Головко        | 3       | «Let My People Go»     | Louis Armstrong          | Спасён    |
| «3D»                | 4       | «Женщина которая поёт» | Алла Пугачёва            | Номинация |
| Юлия Плаксина       | 5       | «Unfaithful»           | Rihanna                  | Спасена   |
| «D-версия»          | 6       | «Апрель»               | ТиК                      | Спасены   |
| Жанна Перегон       | 7       | «Я тебя отвоюю»        | Ирина Аллегрова          | Номинация |
| Дмитрий Сысоев      | 8       | «Ticket to the Moon»   | Electric Light Orchestra | Спасён    |
| Евгений Литвинкович | 9       | «Да я больше не хочу»  | Лолита                   | Спасён    |
| Песня за жизнь      |         |                        |                          |           |
| Жанна Перегон       | 1       | «Беги по небу»         | Макс Фадеев              | Выбыла    |
| «3D»                | 2       | «Берега»               | Григорий Лепс            | Прошли    |

### Пятый раунд (24 ноября)
- Тема раунда: Украинские хиты
- Групповое выступление: «Вставай Солнце»
- Приглашённый гость: Роман Веремейчик
- Победитель «Х-Фактор Онлайн»: Иван Жуков

|                     | Порядок | Песня                   | Оригинал            | Результат |
| ------------------- | ------- | ----------------------- | ------------------- | --------- |
| Яков Головко        | 1       | «Минає день, минає ніч» | Николай Мозговой    | Спасён    |
| Юлия Плаксина       | 2       | «Ой, верше, мій верше»  |                     | Спасена   |
| Алексей Смирнов     | 3       | «Тебе це може вбити»    | С.К.А.Й.            | Спасён    |
| Евгений Литвинкович | 4       | «Холодно»               | Океан Эльзы         | Спасён    |
| «3D»                | 5       | «Вільний птах»          | Наталья Могилевская | Номинация |
| Дмитрий Сысоев      | 6       | «Сьюзі»                 | Океан Эльзы         | Спасён    |
| Аида Николайчук     | 7       | «Одинокая»              | Ирина Билык         | Спасена   |
| «D-версия»          | 8       | «Він чекає на неї»      | Александр Пономарёв | Номинация |
| Песня за жизнь      |         |                         |                     |           |
| «3D»                | 1       | «Simply the Best»       | Tina Turner         | Выбыли    |
| «D-версия»          | 2       | «Hall of Fame»          | The Script          | Прошли    |

### Шестой раунд (1 декабря)
- Тема раунда: Любимая песня наставника
- Групповое выступление: Queen «I want it all»
- Приглашённый гость: Виктор Романченко и Ирина Дубцова «Живи»
- Победитель «Х-Фактор Онлайн»: Владислав Домашенко «Небеса»

|                     | Порядок | Песня                   | Оригинал           | Результат |
| ------------------- | ------- | ----------------------- | ------------------ | --------- |
| Аида Николайчук     | 1       | «Спроси моё сердце»     | Ани Лорак          | Спасена   |
| Алексей Смирнов     | 2       | «I Want to Break Free»  | Queen              | Спасён    |
| Яков Головко        | 3       | «Salut»                 | Джо Дассен         | Номинация |
| Дмитрий Сысоев      | 4       | «Очарована, околдована» | Михаил Звездинский | Спасён    |
| «D-версия»          | 5       | «Until»                 | Sting              | Номинация |
| Евгений Литвинкович | 6       | «Бесконечность»         | Земфира            | Спасён    |
| Юлия Плаксина       | 7       | «Алло»                  | Алла Пугачёва      | Спасена   |
| Песня за жизнь      |         |                         |                    |           |
| Яков Головко        | 1       | «My Way»                | Frank Sinatra      | Выбыл     |
| «D-версия»          | 2       | «Більше для нас»        | Океан Эльзы        | Прошли    |

### Седьмой раунд (8 декабря)
- Тема раунда: Кавер-версии
- Групповое выступление: «Крошка моя» (Руки Вверх! кавер)
- Приглашённый гость: Аркадий Войтюк «Too Late To Cry»
- Победитель «Х-Фактор Онлайн»: Денис Филимонов «Необыкновенная»

|                     | Порядок | Кавер               | Оригинал        | Результат |
| ------------------- | ------- | ------------------- | --------------- | --------- |
| Юлия Плаксина       | 1       | «Sunny»             | Boney M         | Номинация |
| Евгений Литвинкович | 2       | «Немного жаль»      | Филипп Киркоров | Спасён    |
| «D-версия»          | 3       | «Вставай»           | Океан Эльзы     | Спасены   |
| Дмитрий Сысоев      | 4       | «My Father’s Son»   | Joe Cocker      | Номинация |
| Алексей Смирнов     | 5       | «Выхода нет»        | Сплин           | Спасён    |
| Аида Николайчук     | 6       | «Money Money Money» | Abba            | Спасена   |
| Песня за жизнь      |         |                     |                 |           |
| Юлия Плаксина       | 1       | «No Stress»         | Laurent Wolf    | Выбыла    |
| Дмитрий Сысоев      | 2       | «Hero»              | Nickelback      | Прошёл    |

### Восьмой раунд (15 декабря)
- Тема раунда: Ретро-хит. Современный хит
- Групповое выступление: Lady Gaga — Bad Romance
- Приглашённый гость: Ирина Борисюк «Холодно»
- Победитель «Х-Фактор Онлайн»: Игорь Корчагин «Gangnam Style»

Начиная с восьмого раунда, выбывает конкурсант, набравший наименьшее количество голосов.
|                     | Тема            | Песня                     | Оригинал         | Результат |
| ------------------- | --------------- | ------------------------- | ---------------- | --------- |
| Алексей Смирнов     | Современный хит | «This Light Between Us»   | Armin Van Buuren | Спасён    |
| Алексей Смирнов     | Ретро-хит       | «Клён»                    | Синяя птица      | Спасён    |
| Евгений Литвинкович | Ретро-хит       | «Тёмная ночь»             | Марк Бернес      | Спасён    |
| Евгений Литвинкович | Современный хит | «Skyfall»                 | Adele            | Спасён    |
| Дмитрий Сысоев      | Современный хит | «Moves like Jagger»       | Maroon 5         | Спасён    |
| Дмитрий Сысоев      | Ретро-хит       | «Олеся»                   | Сябры            | Спасён    |
| «D-версия»          | Ретро-хит       | «Алешкина любовь»         | Весёлые ребята   | Выбыли    |
| «D-версия»          | Современный хит | «Grenade»                 | Bruno Mars       | Выбыли    |
| Аида Николайчук     | Ретро-хит       | «I Wanna Be Loved by You» | Marilyn Monroe   | Спасена   |
| Аида Николайчук     | Современный хит | «Ніжно»                   | Тина Кароль      | Спасена   |

Прощальная песня: D-версия — Божевільні

### Девятый раунд (22 декабря)
- Тема раунда: Романс. Танцевальный хит
- Групповое выступление: «Нажми на кнопку» (Технология)
- Приглашённый гость: Владислав Курасов «Шёпот дождей»
- Победитель «Х-Фактор Онлайн»: Юлия Скачкова «Мой сын»

Начиная с восьмого раунда, выбывает конкурсант, набравший наименьшее количество голосов.
|                     | Тема             | Песня                                | Оригинал        | Результат |
| ------------------- | ---------------- | ------------------------------------ | --------------- | --------- |
| Дмитрий Сысоев      | Романс           | «Очи чёрные»                         |                 | Выбыл     |
| Дмитрий Сысоев      | Танцевальный хит | «Беспризорник»                       | Hi-Fi           | Выбыл     |
| Аида Николайчук     | Танцевальный хит | «In Your Eyes»                       | Kylie Minogue   | Спасена   |
| Аида Николайчук     | Романс           | «Целую ночь соловей нам насвистывал» | Людмила Сенчина | Спасена   |
| Алексей Смирнов     | Романс           | «Розы»                               | Диана Арбенина  | Спасён    |
| Алексей Смирнов     | Танцевальный хит | «I Breathe»                          | Vacuum          | Спасён    |
| Евгений Литвинкович | Танцевальный хит | «Voyage»                             | Desireless      | Спасён    |
| Евгений Литвинкович | Романс           | «Он был старше её»                   | Машина времени  | Спасён    |

Прощальная песня: Дмитрий Сысоев — Every need

### Финал (29 декабря)
- Тема раунда: Песня с кастинга. Дуэт со звездой. Песня на выбор
- Групповое выступление: «We Wish You a Merry Christmas»
- Приглашённые гости: Jamelia — Stop, Albano, Крис Норман — Livin' Next Door to Alice
- Победитель «Х-Фактор Онлайн»: Ульяна Фарина «Спи собі сама»

Начиная с восьмого раунда, выбывает конкурсант, набравший наименьшее количество голосов.
|                     | Тема                   | Песня               | Оригинал           | Результат |
| ------------------- | ---------------------- | ------------------- | ------------------ | --------- |
| Евгений Литвинкович | Песня с кастинга       | «Слова»             | Harel Skaat        | Спасён    |
| Евгений Литвинкович | Дуэт с Аль Бано        | «Felicità»          |                    | Спасён    |
| Евгений Литвинкович | Песня на выбор         | «Там нет меня»      | Игорь Николаев     | Спасён    |
| Аида Николайчук     | Песня с кастинга       | «Колыбельная»       | Полина Гагарина    | Спасена   |
| Аида Николайчук     | Дуэт с Крисом Норманом | «Stumblin’ In»      |                    | Спасена   |
| Аида Николайчук     | Песня на выбор         | «Je suis malade»    |                    | Спасена   |
| Алексей Смирнов     | Песня с кастинга       | «The Kill»          | 30 Seconds To Mars | Выбыл     |
| Алексей Смирнов     | Дуэт с Jamelia         | «Beware of the Dog» |                    | Выбыл     |
| Алексей Смирнов     | Песня на выбор         | «Голос твій»        | Океан Эльзы        | Выбыл     |

Прощальная песня: Алексей Смирнов — Numb

### Гала-концерт (5 января)
На гала-концерте были представлены лучшие номера всех 12 участников. Помимо этого на сцене выступили судьи проекта Ирина Дубцова и Сергей Соседов, а также победитель Х-Фактор-2 Виктор Романченко.
Победителем 3 сезона Х-Фактора стала Аида Николайчук. Победителем 3 сезона «Х-Фактор Онлайн» — Игорь Корчагин.

### Общие результаты
В прямых эфирах участвуют следующие участники:
     — Победитель
     — Второе место
     — Третье место
| Категории                       | Участники       | Участники           | Участники           |
| ------------------------------- | --------------- | ------------------- | ------------------- |
| Парни (Серёга)                  | Дмитрий Сысоев  | Алексей Смирнов     | Илья Ефимов         |
| Девушки (Сергей Соседов)        | Жанна Перегон   | Мелен Пасса         | Юлия Плаксина       |
| Старше 25 лет (Игорь Кондратюк) | Аида Николайчук | Яков Головко        | Евгений Литвинкович |
| Группы (Ирина Дубцова)          | Группа D-версия | Анатолий и Виолетта | Трио 3D             |

## Тематика раундов
| Эфир | Тема эфира                                                                             |
| ---- | -------------------------------------------------------------------------------------- |
| 1    | Радиохиты                                                                              |
| 2    | Хиты 90-х                                                                              |
| 3    | Песни из кинофильмов                                                                   |
| 4    | Песня под аккомпанемент живого оркестра                                                |
| 5    | Украинские хиты                                                                        |
| 6    | Любимая песня наставника                                                               |
| 7    | Кавер-версии известных хитов                                                           |
| 8    | Ретро-хит. Современный хит                                                             |
| 9    | Романс. Танцевальный хит                                                               |
| 10   | Песня в дуэте со звездой. Песня, которую участник исполнял на кастинге. Песня на выбор |
| 11   | Гала-концерт. Песни из предыдущих эфиров                                               |

## Итоги

### Общие результаты
| — | Участники, попавшие в номинацию на выбывание |
| — | Выбывшие участники                           |

|                          | 1 неделя                           | 2 неделя                                          | 3 неделя                                  | 4 неделя                                    | 5 неделя                           | 6 неделя                            | 7 неделя                             | 8 неделя                               | 9 неделя                               | Финал                                  | Финал                                  |  |
| Раунд 1                  | 1 неделя                           | 2 неделя                                          | 3 неделя                                  | 4 неделя                                    | 5 неделя                           | 6 неделя                            | 7 неделя                             | 8 неделя                               | 9 неделя                               | Раунд 2                                |                                        |  |
| ------------------------ | ---------------------------------- | ------------------------------------------------- | ----------------------------------------- | ------------------------------------------- | ---------------------------------- | ----------------------------------- | ------------------------------------ | -------------------------------------- | -------------------------------------- | -------------------------------------- | -------------------------------------- |  |
| Аида Николайчук          | Спасена                            | Спасена                                           | Спасена                                   | Спасена                                     | Спасена                            | Спасена                             | Спасена                              | Спасена                                | Спасена                                | Спасена                                | Победительница                         |  |
| Евгений Литвинкович      | Спасён                             | Спасён                                            | Спасён                                    | Спасён                                      | Спасён                             | Спасён                              | Спасён                               | Спасён                                 | Спасён                                 | Спасён                                 | Второе место                           |  |
| Алексей Смирнов          | Спасён                             | Спасён                                            | Спасён                                    | Спасён                                      | Спасён                             | Спасён                              | Спасён                               | Спасён                                 | Спасён                                 | Третий                                 | Выбыл (Финал)                          |  |
| Дмитрий Сысоев           | Спасён                             | Номинация                                         | Спасён                                    | Спасён                                      | Спасён                             | Спасён                              | Номинация                            | Спасён                                 | Четвёртый                              | Выбыл (9 неделя)                       | Выбыл (9 неделя)                       |  |
| Группа D-версия          | Спасены                            | Спасены                                           | Номинация                                 | Спасены                                     | Номинация                          | Номинация                           | Спасены                              | Пятые                                  | Выбыли (8 неделя)                      | Выбыли (8 неделя)                      | Выбыли (8 неделя)                      |  |
| Юлия Плаксина            | Спасена                            | Спасена                                           | Спасена                                   | Спасена                                     | Спасена                            | Спасена                             | Номинация                            | Выбыла (7 неделя)                      | Выбыла (7 неделя)                      | Выбыла (7 неделя)                      | Выбыла (7 неделя)                      |  |
| Яков Головко             | Спасён                             | Спасён                                            | Спасён                                    | Спасён                                      | Спасён                             | Номинация                           | Выбыл (6 неделя)                     | Выбыл (6 неделя)                       | Выбыл (6 неделя)                       | Выбыл (6 неделя)                       | Выбыл (6 неделя)                       |  |
| Трио «3D»                | Номинация                          | Спасены                                           | Спасены                                   | Номинация                                   | Номинация                          | Выбыли (5 неделя)                   | Выбыли (5 неделя)                    | Выбыли (5 неделя)                      | Выбыли (5 неделя)                      | Выбыли (5 неделя)                      | Выбыли (5 неделя)                      |  |
| Жанна Перегон            | Спасена                            | Спасена                                           | Спасена                                   | Номинация                                   | Выбыла (4 неделя)                  | Выбыла (4 неделя)                   | Выбыла (4 неделя)                    | Выбыла (4 неделя)                      | Выбыла (4 неделя)                      | Выбыла (4 неделя)                      | Выбыла (4 неделя)                      |  |
| Илья Ефимов              | Спасён                             | Спасён                                            | Номинация                                 | Выбыл (3 неделя)                            | Выбыл (3 неделя)                   | Выбыл (3 неделя)                    | Выбыл (3 неделя)                     | Выбыл (3 неделя)                       | Выбыл (3 неделя)                       | Выбыл (3 неделя)                       | Выбыл (3 неделя)                       |  |
| Дуэт Анатолий и Виолетта | Спасены                            | Номинация                                         | Выбыли (2 неделя)                         | Выбыли (2 неделя)                           | Выбыли (2 неделя)                  | Выбыли (2 неделя)                   | Выбыли (2 неделя)                    | Выбыли (2 неделя)                      | Выбыли (2 неделя)                      | Выбыли (2 неделя)                      | Выбыли (2 неделя)                      |  |
| Мелен Пасса              | Номинация                          | Выбыла (1 неделя)                                 | Выбыла (1 неделя)                         | Выбыла (1 неделя)                           | Выбыла (1 неделя)                  | Выбыла (1 неделя)                   | Выбыла (1 неделя)                    | Выбыла (1 неделя)                      | Выбыла (1 неделя)                      | Выбыла (1 неделя)                      | Выбыла (1 неделя)                      |  |
|                          |                                    |                                                   |                                           |                                             |                                    |                                     |                                      |                                        |                                        |                                        |                                        |  |
| Номинация                | «3D», Мелен Пасса                  | Дмитрий Сысоев, Анатолий и Виолетта               | D-версия, Илья Ефимов                     | «3D», Жанна Перегон                         | «3D», D-версия                     | Яков Головко, D-версия              | Дмитрий Сысоев, Юлия Плаксина        | Результаты по зрительскому голосованию | Результаты по зрительскому голосованию | Результаты по зрительскому голосованию | Результаты по зрительскому голосованию |  |
| Судьи голосовали за      | Спасение                           | Спасение                                          | Спасение                                  | Спасение                                    | Спасение                           | Спасение                            | Спасение                             | Результаты по зрительскому голосованию | Результаты по зрительскому голосованию | Результаты по зрительскому голосованию | Результаты по зрительскому голосованию |  |
| Выбор Ирины Дубцовой     | «3D»                               | Анатолий и Виолетта                               | D-версия                                  | «3D»                                        | Не голосовала                      | D-версия                            | Юлия Плаксина                        | Результаты по зрительскому голосованию | Результаты по зрительскому голосованию | Результаты по зрительскому голосованию | Результаты по зрительскому голосованию |  |
| Выбор Игоря Кондратюка   | «3D»                               | Дмитрий Сысоев                                    | D-версия                                  | «3D»                                        | D-версия                           | Яков Головко                        | Дмитрий Сысоев                       | Результаты по зрительскому голосованию | Результаты по зрительскому голосованию | Результаты по зрительскому голосованию | Результаты по зрительскому голосованию |  |
| Выбор Серёги             | Мелен Пасса                        | Дмитрий Сысоев                                    | Илья Ефимов                               | «3D»                                        | D-версия                           | D-версия                            | Дмитрий Сысоев                       | Результаты по зрительскому голосованию | Результаты по зрительскому голосованию | Результаты по зрительскому голосованию | Результаты по зрительскому голосованию |  |
| Выбор Сергея Соседова    | Мелен Пасса                        | Дмитрий Сысоев                                    | D-версия                                  | Жанна Перегон                               | «3D»                               | Яков Головко                        | Юлия Плаксина                        | Результаты по зрительскому голосованию | Результаты по зрительскому голосованию | Результаты по зрительскому голосованию | Результаты по зрительскому голосованию |  |
| Выбывание                | Мелен Пасса 2 из 4 голосов — Тупик | Анатолий и Виолетта 1 из 4 голосов — Решение жюри | Илья Ефимов 1 из 4 голосов — Решении жюри | Жанна Перегон 1 из 4 голосов — Решение жюри | «3D» 1 из 3 голосов — Решение жюри | Яков Головко 2 из 4 голосов — Тупик | Юлия Плаксина 2 из 4 голосов — Тупик | D-версия                               | Дмитрий Сысоев                         | Алексей Смирнов                        | Евгений Литвинкович                    |  |

### Команды
| — Победитель — Суперфиналист — Финалист | — Выбывание — Номинация |

Игорь Кондратюк
| Участник            | Шоу 1  | Шоу 2  | Шоу 3  | Шоу 4  | Шоу 5  | Шоу 6  | Шоу 7  | Шоу 8  | Шоу 9  | Шоу 10 | Шоу 11       |
| ------------------- | ------ | ------ | ------ | ------ | ------ | ------ | ------ | ------ | ------ | ------ | ------------ |
| Аида Николайчук     | Прошла | Прошла | Прошла | Прошла | Прошла | Прошла | Прошла | Прошла | Прошла | Прошла | Победитель   |
| Евгений Литвинкович | Прошёл | Прошёл | Прошёл | Прошёл | Прошёл | Прошёл | Прошёл | Прошёл | Прошёл | Прошёл | Второе место |
| Яков Головко        | Прошёл | Прошёл | Прошёл | Прошёл | Прошёл | Выбыл  |        |        |        |        |              |

Ирина Дубцова
| Участник              | Шоу 1  | Шоу 2  | Шоу 3  | Шоу 4  | Шоу 5  | Шоу 6  | Шоу 7  | Шоу 8  | Шоу 9 | Шоу 10 | Шоу 11 |  |
| --------------------- | ------ | ------ | ------ | ------ | ------ | ------ | ------ | ------ | ----- | ------ | ------ |  |
| «D-версия»            | Прошли | Прошли | Прошли | Прошла | Прошли | Прошли | Прошли | Выбыли |       |        |        |  |
| «3D»                  | Прошли | Прошли | Прошли | Прошли | Выбыли |        |        |        |       |        |        |  |
| «Виолетта и Анатолий» | Прошли | Выбыли |        |        |        |        |        |        |       |        |        |  |

Серёга
| Участник        | Шоу 1  | Шоу 2  | Шоу 3  | Шоу 4  | Шоу 5  | Шоу 6  | Шоу 7  | Шоу 8  | Шоу 9  | Шоу 10       | Шоу 11 |  |
| --------------- | ------ | ------ | ------ | ------ | ------ | ------ | ------ | ------ | ------ | ------------ | ------ |  |
| Алексей Смирнов | Прошёл | Прошёл | Прошёл | Прошёл | Прошёл | Прошёл | Прошёл | Прошёл | Прошёл | Третье место |        |  |
| Дмитрий Сысоев  | Прошёл | Прошёл | Прошёл | Прошёл | Прошёл | Прошёл | Прошёл | Прошёл | Выбыл  |              |        |  |
| Илья Ефимов     | Прошёл | Прошёл | Выбыл  |        |        |        |        |        |        |              |        |  |

Сергей Соседов
| Участник      | Шоу 1  | Шоу 2  | Шоу 3  | Шоу 4  | Шоу 5  | Шоу 6  | Шоу 7  | Шоу 8 | Шоу 9 | Шоу 10 | Шоу 11 |
| ------------- | ------ | ------ | ------ | ------ | ------ | ------ | ------ | ----- | ----- | ------ | ------ |
| Юлия Плаксина | Прошла | Прошла | Прошла | Прошла | Прошла | Прошла | Выбыла |       |       |        |        |
| Жанна Перегон | Прошла | Прошла | Прошла | Выбыла |        |        |        |       |       |        |        |
| Мелен Пасса   | Выбыла |        |        |        |        |        |        |       |       |        |        |